# Guilherme Marques
Guilherme Luiz Marques (ur. 26 czerwca 1969 w Juiz de Fora) – brazylijski siatkarz plażowy. Karierę siatkarską rozpoczynał grając w parze z Andre Limą, ale sukcesy zaczął odnosić w parze z Rogério Ferreira i to właśnie z Nim zdobył mistrzostwo Świata w 1997. Dwa lata później zdobył brązowy medal Mistrzostw Świata w 1999. Również zdobył mistrzowski tytuł w cyklu World Tour w 1998.